# Oregon (Missouri)
Oregon és una població dels Estats Units a l'estat de Missouri. Segons el cens del 2000 tenia 935 habitants.

## Demografia
Segons el cens del 2000, Oregon tenia 935 habitants, 348 habitatges, i 243 famílies. La densitat de població era de 361 habitants per km².
Dels 348 habitatges en un 34,8% hi vivien nens de menys de 18 anys, en un 58,6% hi vivien parelles casades, en un 7,8% dones solteres, i en un 29,9% no eren unitats familiars. En el 27,3% dels habitatges hi vivien persones soles el 16,1% de les quals corresponia a persones de 65 anys o més que vivien soles. El nombre mitjà de persones vivint en cada habitatge era de 2,52 i el nombre mitjà de persones que vivien en cada família era de 3,08.
Per edats la població es repartia de la següent manera: un 26,4% tenia menys de 18 anys, un 6,5% entre 18 i 24, un 26,3% entre 25 i 44, un 18,6% de 45 a 60 i un 22,1% 65 anys o més.
L'edat mediana era de 38 anys. Per cada 100 dones de 18 o més anys hi havia 80,6 homes.
La renda mediana per habitatge era de 34.250 $ i la renda mediana per família de 41.932 $. Els homes tenien una renda mediana de 33.750 $ mentre que les dones 18.417 $. La renda per capita de la població era de 15.441 $. Entorn del 5,3% de les famílies i el 7,5% de la població estaven per davall del llindar de pobresa.

## Poblacions més properes
El següent diagrama mostra les poblacions més properes.